# William Barr
William Pelham Barr (Nova Iorque, 23 de maio de 1950) é um advogado e funcionário público do governo americano que serviu como o 77.º e 85.º Procurador Geral dos Estados Unidos. A segunda passagem de Barr no cargo começou em fevereiro de 2019 durante o governo Donald Trump, como ele atuou anteriormente como 77.º procurador-geral de 1991 a 1993 durante o Governo George H. W. Bush.

## Carreira
De 1973 a 1977, Barr foi contratado pela Agência Central de Inteligência durante seus anos de escolaridade. Ele então serviu como secretário de justiça para julgar Malcolm Richard Wilkey. Nos anos 80, Barr trabalhou para o escritório de advocacia Shaw, Pittman, Potts & Trowbridge, imprensando o trabalho de um ano na Casa Branca do governo Ronald Reagan, lidando com políticas legais. Antes de se tornar procurador-geral em 1991, Barr ocupou vários outros cargos no Departamento de Justiça, incluindo a liderança do Escritório de Assessoria Jurídica (OLC) e o cargo de vice-procurador-geral. De 1994 a 2008, Barr fez um trabalho jurídico corporativo para a GTE e sua empresa sucessora Verizon Communications, o que o tornou um multimilionário. De 2009 a 2018, Barr atuou no conselho de administração da Time Warner.
Barr é um defensor de longa data da teoria executiva unitária da autoridade presidencial quase irrestrita sobre o ramo executivo do governo dos EUA. Em 1989, Barr, como chefe do OLC, justificou a invasão americana do Panamá para prender Manuel Noriega. Como procurador-geral adjunto, Barr autorizou uma operação do FBI em 1991 que libertou reféns na prisão federal de Talladega. Defensor influente de políticas de justiça criminal mais rigorosas, Barr como procurador-geral em 1992, escreveu o relatório The Case for More Encarceration, onde defendia um aumento da taxa de encarceramento nos Estados Unidos. Sob o conselho de Barr, o presidente George H. W. Bush, em 1992, perdoou seis funcionários envolvidos no caso Irã-Contras.
Barr tornou-se procurador-geral pela segunda vez em 2019. Naquele ano, sob sua liderança, o Departamento de Justiça argumentou anular a Lei de Assistência Acessível e restabelecer a pena de morte por crimes federais. Também em 2019, Barr foi detido criminalmente por desacato ao Congresso por desafiar intimações; seu departamento se recusou a processá-lo. Tendo criticado a investigação de Mueller antes de tomar posse, Barr não se recusou a supervisionar a investigação como procurador-geral. Depois de receber o relatório de Mueller, ele emitiu uma carta de quatro páginas ao Congresso, descrevendo suas principais conclusões e acrescentando sua opinião legal de que as evidências apresentadas não estabeleceram obstrução da justiça por Trump. O advogado especial Mueller respondeu em particular que a carta de Barr havia deturpado o relatório. Depois que uma versão editada do relatório real foi lançada, verificadores de fatos e organizações de notícias notaram que a carta de Barr descaracterizou o relatório.[carece de fontes?] Em março de 2020, um juiz federal criticou as caracterizações de Barr e ordenou ao Departamento de Justiça que lhe fornecesse as partes editadas da versão pública do Relatório Mueller para que ele pudesse determinar se elas eram justificadas.[carece de fontes?]
Um relatório de 9 de dezembro de 2019 do inspetor geral do Departamento de Justiça encontrou inúmeros erros, erros e omissões no manuseio da investigação da Rússia, mas não encontrou nenhuma evidência testemunhal ou documental de que o viés político contra Trump manchou o início do investigação. Poucas horas após o lançamento do relatório do IG, Barr anunciou publicamente sua discordância com as conclusões do relatório do IG. No dia seguinte, Barr afirmou em uma entrevista que a investigação na Rússia era "completamente infundada" e disse acreditar que a investigação do FBI pode ter sido conduzida por "má-fé". Em fevereiro de 2020, Barr interveio no processo criminal contra o associado de Trump condenado Roger Stone, recomendando uma sentença mais leve para Stone do que os promotores de carreira que haviam trabalhado no caso. Em maio de 2020, o Departamento de Justiça sob Barr anunciou a desistência das acusações contra o ex-conselheiro de Trump Michael Flynn, apesar de uma alegação anterior de Flynn, que Flynn mais tarde pediu para se retirar.